# Radek Mezlík
Radek Mezlík (Třebíč, 20 maggio 1982) è un ex calciatore ceco, di ruolo difensore.

## Caratteristiche tecniche
È un difensore centrale.

## Carriera
Con lo Slovácko ha disputato 98 partite in 1. liga fra il 2010 ed il 2015, andando a segno in una sola occasione (il 5 marzo 2011, contro il Viktoria Plzeň.